# 瀧谷洞
瀧谷洞（ろうこくどう）は、埼玉県秩父市に所在する鍾乳洞。関東地方最大級の規模となっているが、現在公開されていない。

## 概要
1989年10月15日、パイオニアケイビングクラブの一員が豆焼川左岸に洞窟を発見し、存在が発覚した。
1991年から1995年まで当時の大滝村と埼玉県が調査を実施し、1993年には『鍾乳洞整備活用調査報告書』が作成された。観光資源として整備するには約54億円かかると試算されている。国立公園内に位置しており、観光地として開発するために環境省と総務省との折衝が続いている。
あぶくま洞や秋芳洞などに匹敵する約2700mほどの長さがあると推定され、洞窟名はパイオニアケイビングクラブによって命名された。埼玉県が全容の解明に向けた本格的な調査の実施を検討していることが、2016年9月に報じられた。